# Мохо
Мо́хо (лат. Moho) — вымерший род певчих птиц семейства гавайских медососов, 4 вида которого были эндемиками Гавайев.
У трёх видов было блестящее чёрное оперение с жёлтыми пучками перьев под крыльями. Четвёртый вид — чешуегорлый мохо — был большей частью чёрный. Именно жёлтые пучки перьев решили их судьбу. Как и гавайские цветочницы, они считались «королевскими птицами», из перьев которых изготовлялись ценные красочные накидки или вечерние платья для дворянских сословий. Для этого вылавливали тысячи птиц. Другими причинами исчезновения стали разрушение жизненного пространства выкорчёвкой леса, завезёнными видами животных и распространение завезёнными комарами птичьей малярии. Мохо вымерли в течение 150 лет.

## Виды
- Мохо-оаху, оахский мохо (Moho apicalis) — вымер ок. 1837 года
- Желтоухий мохо (Moho bishopi) — вымер ок. 1904 года
- Благородный мохо (Moho nobilis)  — вымер ок. 1934 года
- Чешуегорлый мохо (Moho braccatus)  — вымер ок. 1987 года